# Les Valls d’Aguilar

Położenie gminy na mapie comarki Alt Urgell

Les Valls d'Aguilar – gmina w Hiszpanii,  w Katalonii, w prowincji Lleida, w comarce Alt Urgell.
Powierzchnia gminy wynosi 123,81 km². Zgodnie z danymi INE, w 2005 roku liczba ludności wynosiła 317, a gęstość zaludnienia 2,54 osoby/km². Wysokość bezwzględna gminy równa jest 702 metry. Współrzędne geograficzne Les Valls d'Aguilar to 42°17'N 1°20'E.

## Dynamika populacji
- 1991 – 229
- 1996 – 302
- 2001 – 325
- 2004 – 321
- 2005 – 317

## Miejscowości
W skład gminy Les Valls d'Aguilar wchodzi 13 miejscowości:
- Argestues – liczba ludności: 23
- Bellpui – 21
- Berén – 4
- Biscarbó – 3
- Els Castells – 1
- Castellàs – 11
- Espaén – 8
- La Guàrdia d'Ares – 24
- Junyent – 13
- Miravall – 11
- Noves de Segre – 134
- Taús – 52
- Trejuvell – 5